# C-160 Transall

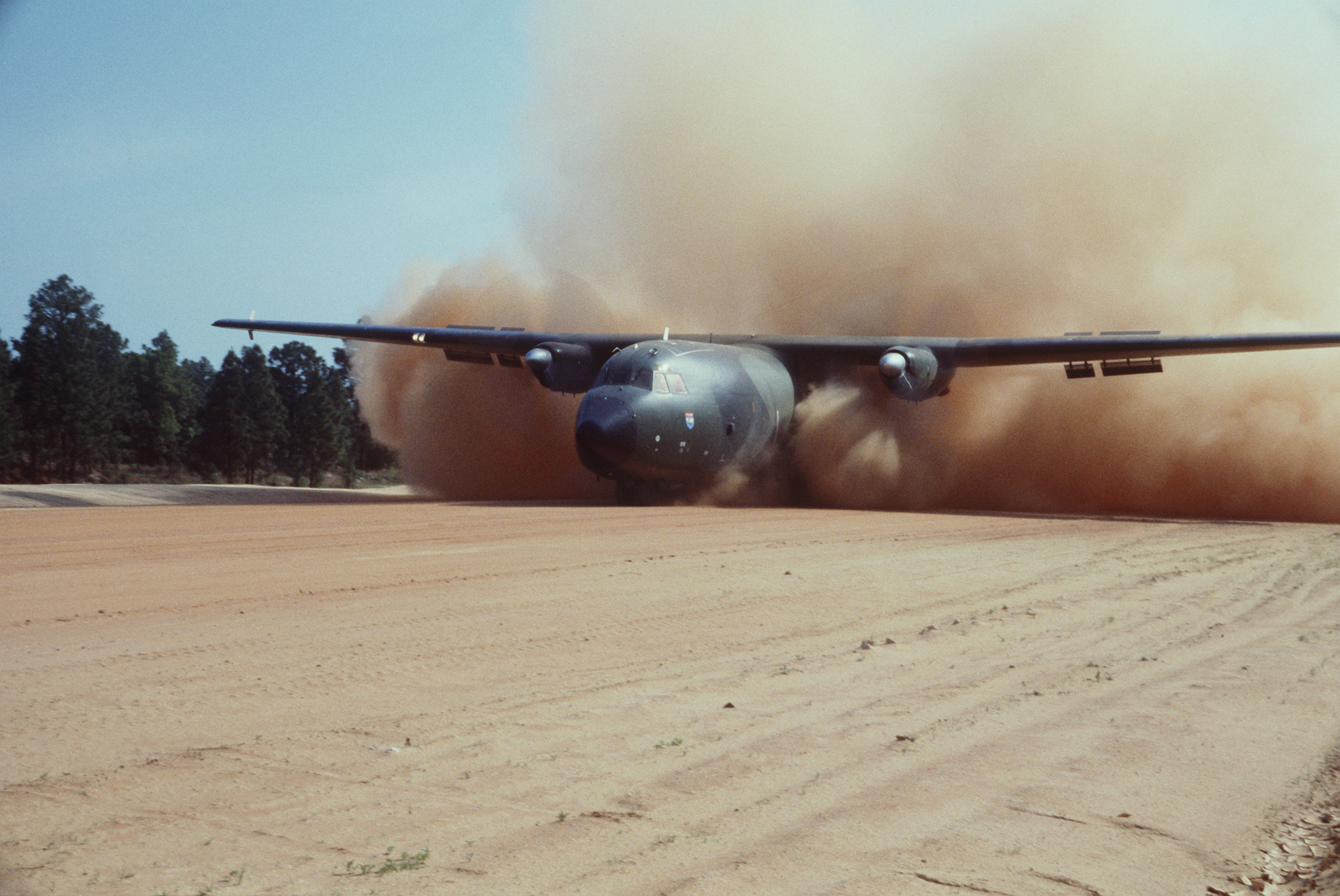
Un C-160D allemand du Lufttransportgeschwader 63 (LTG 63) faisant un posé d'assaut durant la compétition multinationale d'avions de transport tactique Volant Rodeo ´85 à la base de Pope en Caroline du Nord (États-Unis) le 3 juin 1985. Cette formation, la dernière à utiliser le Transall en Allemagne est dissoute le 31 décembre 2021.

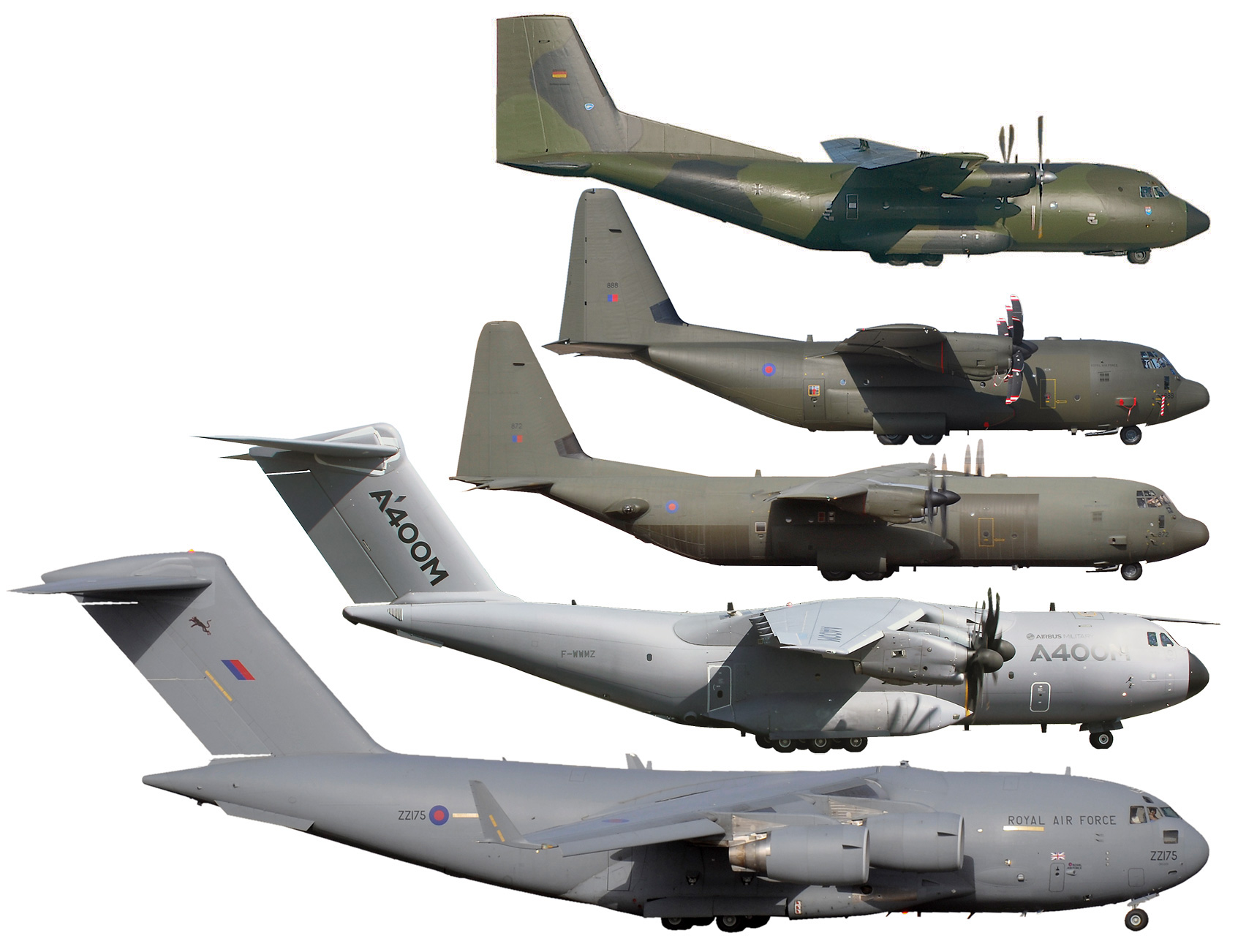
Comparaison de taille, de haut en bas : C-160 Transall, C-130J, C-130J-30, A400M et C-17.

Le C-160 Transall est un avion de transport militaire produit à partir de 1963 jusqu'en 1981 par un consortium franco-allemand. Le dernier Transall de la Luftwaffe allemande est retiré fin 2021. En mai 2022 les derniers Transall de l'Armée de l'air française sont retirés. Le Transall reste en service en Turquie et en Australie.

## Historique
En janvier 1957, l'Allemagne de l'Ouest, l'Italie et la France sont intéressées par un appareil de transport militaire à moyen rayon d'action, sur la base d'un projet présenté par Nord-Aviation comme appareil de patrouille aéro-maritime. La firme française Nord-Aviation n'ayant pas les moyens de produire seule un projet d'une telle ampleur, il fut décidé en juin 1958 de créer le consortium Transport Allianz, dans le cadre d'une collaboration franco-germano-italienne, pour remplacer les avions de transport alors en service, dont la conception remontait à la Seconde Guerre mondiale dont le Douglas C-47 Skytrain, ou de l'immédiate après-guerre tel le Breguet Deux-Ponts.
L'Italie s'étant retirée du projet, la conception du Transall fut assurée par des entreprises françaises et ouest-allemandes seules, avec l'aide de la firme Rolls-Royce pour les groupes motopropulseurs. Pour la France, la firme Nord-Aviation s'impliqua à Bourges, alors que pour l'Allemagne de l'Ouest la firme Weser Flugzeugbau (WFB) construisit à Brême et Hamburger Flugzeugbau (HFB) s'investit à Hambourg.
Aux mains du chef-pilote de Nord-Aviation Jean Lanvario, cet appareil de transport militaire vole pour la première fois le 25 février 1963 à Melun-Villaroche. Construit à 50 exemplaires pour la France et à 110 pour l'Allemagne de l'Ouest, cet avion totalisera 169 exemplaires, car  les Allemands en exporteront 20 en Turquie et 9 en Afrique du Sud. L'armée de l'Air française a reçu ses appareils entre juin 1965 et novembre 1984.
Le premier C-160 Transall « F1 » de série entre en service dans l'armée française le 22 novembre 1967 au sein de l'escadron de transport 1/61 Touraine où il remplace le Noratlas.
Une seconde série fut lancée à la fin des années 1970 : le C-160 NG (Nouvelle Génération), doté d'une avionique modernisée, de deux réservoirs de carburant supplémentaires et d'un système de ravitaillement en vol. La fabrication était cette fois assurée par Aérospatiale pour la France, Messerschmitt-Bölkow-Blohm et Vereinigte Flugtechnische Werke pour l'Allemagne. L'assemblage final s'est alors fait sur les chaînes d'Aérospatiale à Toulouse, et le C-160 NG a volé pour la première fois le 9 avril 1981. 29 exemplaires furent fabriqués uniquement pour la France, dont quatre C-160H destinés à servir de relais de transmission et deux C-160G d'écoute électronique.
A l'instar de ce qui avait été réalisé en novembre 1963 sur le porte-avions USS Forrestal (CV-59) avec une campagne d'essais d'appontages et de décollages du C-130 « Hercules », le gouvernement français et l'OTAN étudièrent la possibilité de poser et de faire redécoller le C-160 depuis des porte-avions de l'US Navy dont les ponts d'envol étaient plus adaptés en dimensions que ceux des porte-avions de la marine Nationale. Ces essais, programmés pour avril 1979 en Mediterranée, devaient engager deux C-160 non modifiés et le porte-avions américain USS America (CV-66) sur une durée de trois jours avec des posés-décollés, des posés courts et des redécollages. Une équipe française, composée d'ingénieurs et de militaires devant se trouver à bord du porte-avions de l'US Navy pour la durée des essais. Essais qui, malheureusement, furent reportés, puis annulés quelques semaines avant leurs débuts en raison de la mobilisation de l'USS America et de son groupe aéronavale au large du Liban.
De 1994 à 1999, tous les C-160 français ont été rénovés via une amélioration de leur avionique et l'addition d'un système de contre-mesures antimissiles. Les C-160F ainsi rénovés ont été renommés C-160R (« Rénové »). Les appareils de la Luftwaffe ont suivi un programme similaire d'extension de vie chez BAE Systems, mais tous les appareils français et allemands ont commencé à atteindre leur limite de fin de vie en 2005. En 2013, alors que les vingt derniers Transall français devaient tenir jusqu'en 2018, il est désormais prévu de ne mettre ces derniers à la retraite qu'en 2023 au plus tôt. Leur nombre est en baisse rapide, passant de 38 C-160NG fin 2012 à 33 fin 2013. Ils ont alors un âge moyen de 36 ans et leur entretien aura coûté 163 millions d'euros.
L'armée de l'Air française décide la transformation de 7 C-160NG (version ravitailleur-ravitaillable) pour les équiper d'une carène servant aux missions ISR (intelligence surveillance & reconnaissance). En juin 2015, commencent les essais du premier appareil. Le premier appareil concerné, est, comme les cinq suivants, un Transall. Cette carène était destinée à l'origine à accueillir la tuyauterie se déroulant vers l'aéronef ravitaillé, qui sera remplacée par une boule optronique MX20 et une vis sans fin servant à la sortir. Une carène spécifique devra être produite sur mesure pour chaque appareil.
L'intérêt de cette transformation consiste à effectuer les missions ISR en vol pressurisé, alors que jusqu'à présent les forces spéciales de l'escadron de transport d'opérations spéciales (ETOS) 3/61 Poitou devaient les effectuer portière ouverte.

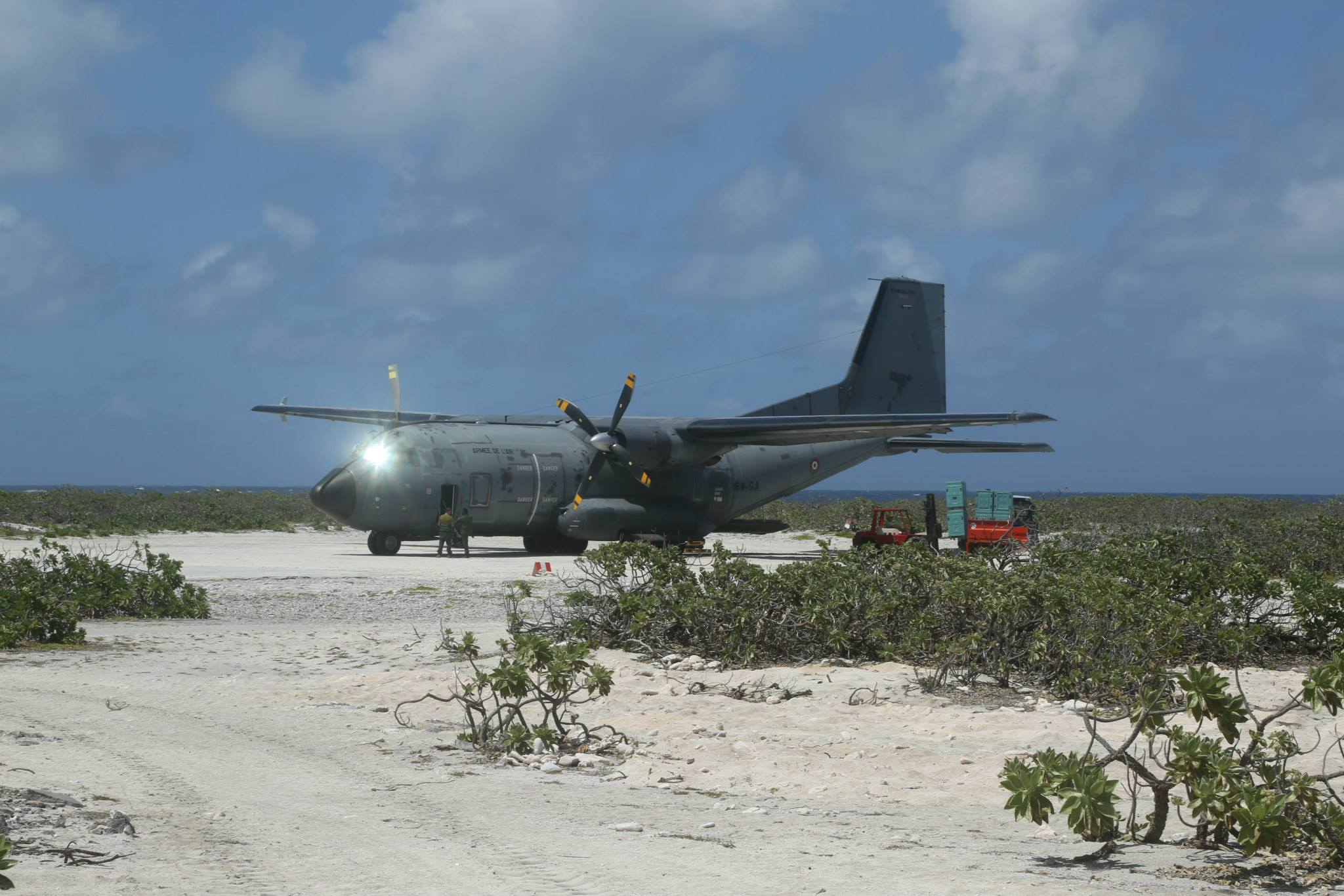
Un Transall des Forces armées de la zone sud de l'océan Indien ravitaille l'Île Tromelin en 2013.

En 2016, l'ensemble des C-160 français est basé sur la base aérienne 105 Évreux-Fauville. Au 1er juillet 2018, 18 appareils de transport et 2 Gabriel de recueil de renseignement électromagnétique sont en ligne.
Le dernier Transall de la Luftwaffe est retiré fin 2021. Le retrait officiel du Transall dans l'armée de l'Air française est célébré le 20 mai 2022 à Évreux, après une tournée de vols d'adieux (voir infra). Tous les appareils de la force aérienne sud-africaine ont déjà été retirés du service en 1998, tandis que l'armée de l'Air turque maintient en service 2 appareils obtenus d'Allemagne (C-160T).

## Caractéristiques

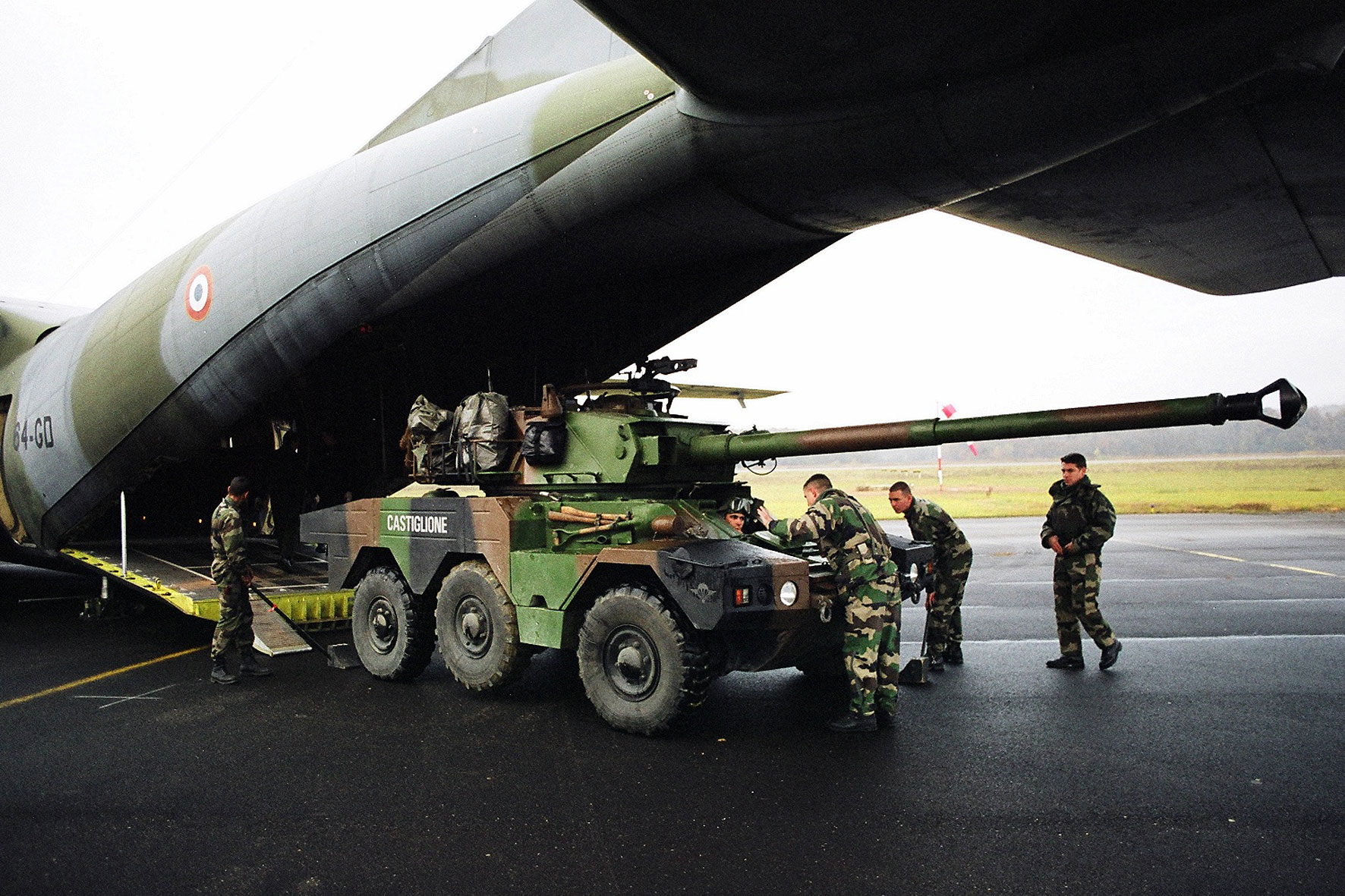
Embarquement d'un ERC-90 dans un Transall.

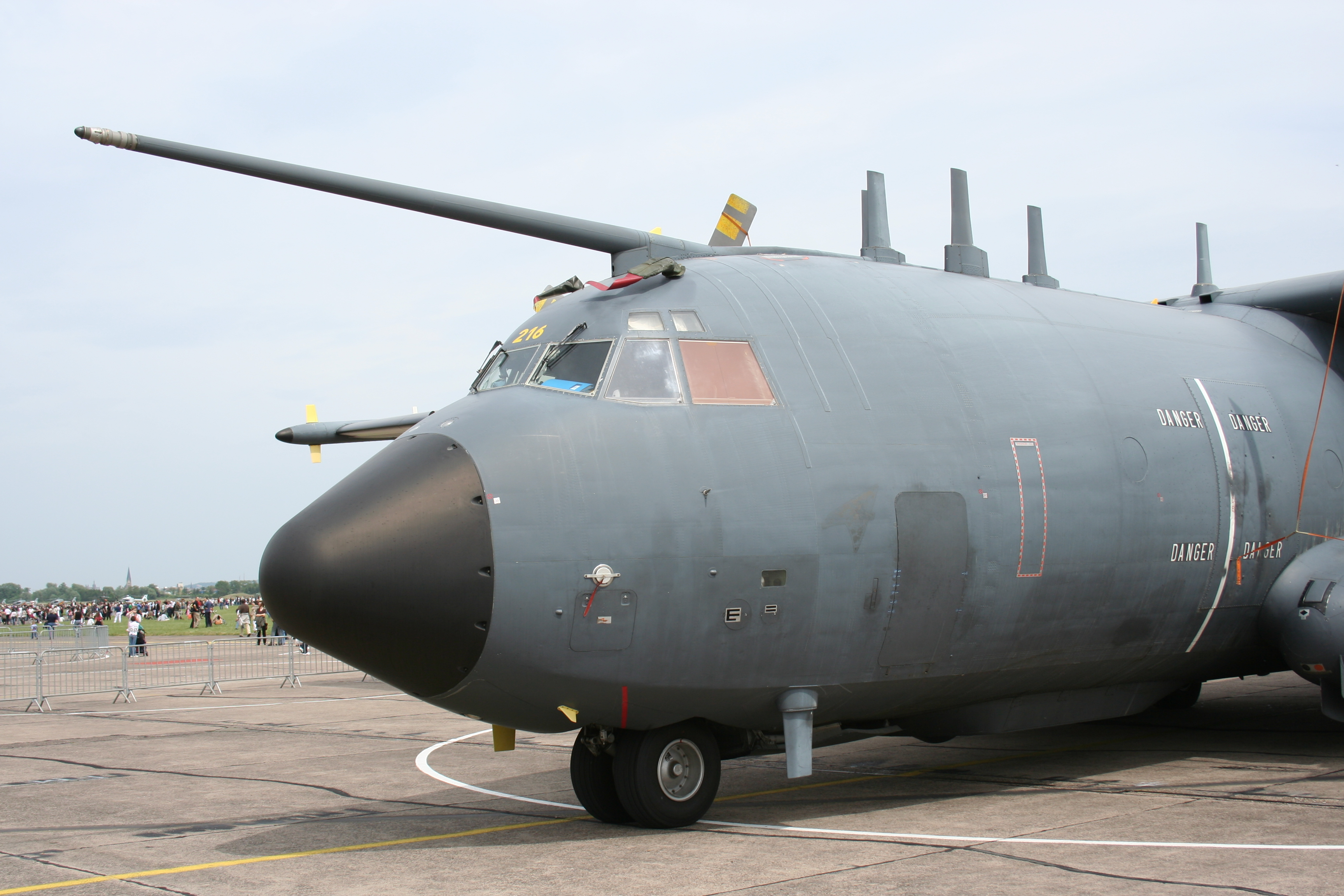
C-160G Gabriel de l'EE54.

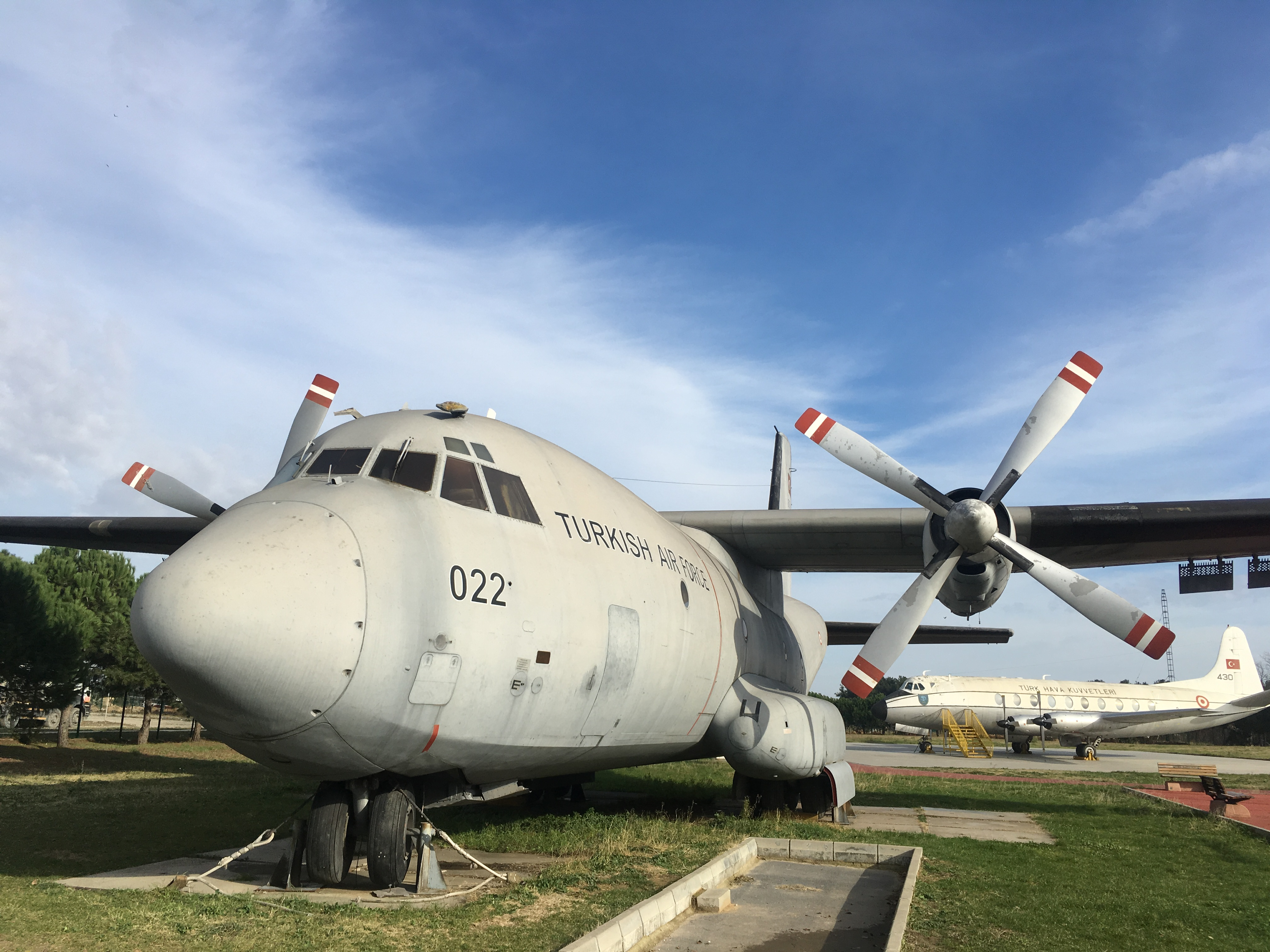
C-160 Transall de l'Armée de l'air turque.

### Variantes
Prototypes :
- C160V : 3 appareils + 2 cellules d'essais.

Série initiale :
- C-160D : 113 appareils pour la Luftwaffe, dont 3 de présérie, et desquels il faut retirer les 20 revendus à la Turquie (cf. ci-dessous) ;
- C-160F : 53 appareils pour l'armée de l'Air française, dont 3 de présérie ;
- C-160T : 20 appareils pour la Force aérienne turque ;
- C-160Z : 9 appareils pour la South African Air Force.

Seconde série (version améliorée) :
- C-160NG : 29 appareils pour l'armée de l'Air française ;
  - Parmi ces 29 NG : tous sont ravitaillables par une perche avant ;
  - Seuls les 15 premiers disposent des équipements fixes permettant le ravitaillement (gestion des réservoirs, tuyauterie jusqu'à la carène gauche du train d'atterrissage principal, poste opérateur de ravitaillement[9]).
  - Seuls 10 prêts-à-monter de ravitaillement sont achetés :
    - Chaque prêt-à-monter comprend : son enveloppe, sous forme de carène gauche de train d'atterrissage modifiée et prolongée, qui contient le treuil hydraulique permettant de déployer la tuyauterie souple et le panier réceptacle pour l'avion ravitaillé, un débitmètre et une cartouche de cisaillement pyrotechnique pour larguer le tuyau souple en cas de problème majeur. Ce prêt-à-monter est amovible et peut être monté sur l'un des 15 premiers NG ;
    - Chaque C-160NG équipé du prêt-à-monter de ravitaillement est dénommé familièrement « longue carène ». Des marquages (bandes rouges) et lampes spécifiques à cette carène gauche aident l'avion ravitaillé à se positionner à l'arrière du ravitailleur. Le tuyau souple de ravitaillement fait 30 m de long et permet à l'avion ravitaillé de se positionner en dehors du sillage des turbulences générées par les hélices du ravitailleur ;
    - Le dispositif de ravitaillement arrière du C-160NG « longue carène » peut aussi être utilisé au sol pour approvisionner un hélicoptère ou un avion, sur un terrain dépourvu de station kérosène.
- C-160NG : 6 appareils pour la compagnie indonésienne Pelita Air Service.

Les versions suivantes ont été réalisées par conversion d'appareils existants par la France :
- C-160G Gabriel de recueil de renseignement électromagnétique : 2 C-160NG modifiés et modernisés en 2009[10] qui servaient à l'escadron électronique aéroporté 1/54 Dunkerque (retirés en 2022). Ils ne seront remplacés par trois Falcon 8X Archange qu'à partir de 2028, privant la France d'une capacité ROEM aérienne lourde durant cette période[11],[12];
- C-160H Astarté (Avion STAtion Relais de Transmissions Exceptionnelles) : 4 C-160NG transformés en relais de communication aéromaritimes. En service de 1988 en 2001 au sein de l'escadron avion 1/59 Bigorre. Les épaves des appareils demeurent sur la base aérienne 279 Châteaudun[13] ;
- C-160R : ce sont des C-160 « F » ou « NG » avec avionique rénovée et système d'autoprotection. Depuis 1999, tous les C-160 « F » et « NG » sont devenus « R » ;
- C-160P : 4 modèles C-160F utilisés par l'Aéropostale française entre 1973 et 1985 comme avions postaux, puis reversés à l'armée de l'Air. Ils ont été retirés du service, et utilisés pour l'entrainement aux procédures de secours (évacuation d'urgence, pompiers).

Les versions suivantes ont été étudiées par la France, mais non réalisées :
- C-160 AAA : détection lointaine et identifications ;
- C-160 ASF : plateforme de tir Exocet AM39 ;
- C-160 S : surveillance maritime ;
- C-160 SE : surveillance électronique.

Les versions suivantes ont été étudiées par la Turquie, mais non réalisées :
- AC-160 CAS : appui aérien rapproché, non réalisé
- Projet Gören-1 : désignation de cible, poste de commandement. 3 C-130T transformés. En janvier 2024, la seule version en service actif du Transall[14].

### Spécifications techniques

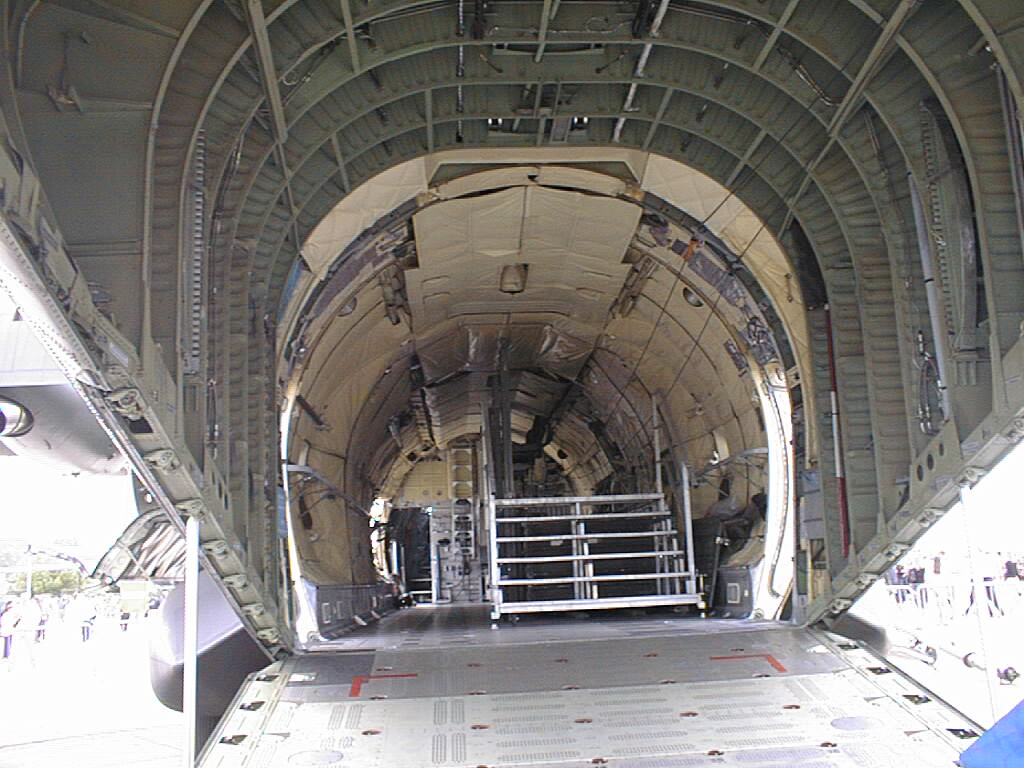
Soute d'un C-160 français.

Le Transall est équipé de deux portes latérales arrières, escamotables, pour le largage de parachutistes équipés de SOA (sangles d'ouverture automatique) et d'un ensemble porte et rampe axiale à l'arrière, permettant le chargement du fret et le largage de matériel. Les chuteurs libres peuvent aussi utiliser cette ouverture pour sauter.
La soute du Transall peut être configurée de plusieurs manières, mélangeables entre elles :
- En configuration « lisse », sans aucun équipement, pour le transport de véhicules ou d'objets divers arrimés aux points d'ancrage dans le sol ;
- En configuration « passagers », avec des sièges en toile. La capacité de transport de passagers est de 91 personnes ou 87 parachutistes en place assise ; néanmoins, dans le cas de parachutistes équipés pour le combat cette capacité chute à 60 ;
- En configuration « Evasan » (évacuation sanitaire) avec 62 civières superposées ;
- En configuration dite « DADA » (dispositif d'arrimage et de désarrimage automatique), avec deux rails de guidage et quatre bandes de rouleaux pour le chargement de 5 palettes master 463 ;
- En configuration bombardier d'eau, ils sont équipés d'une plateforme mobile conçue par Messerschmitt-Bölkow-Blohm, d’une masse à vide d’un peu plus de deux tonnes, mesurait 13,80 m de long, 2,61 m de haut et 2,40 m de large. Elle pouvait contenir jusqu’à 12 000 litres d’eau ou de retardant évacués par gravité par la rampe arrière ouverte. Testé à partir de 1979, deux Transall ouest-allemands sont opérationnels à partir de 1983 peu de temps. Deux autres soutes mobiles sont utilisées par l'Indonésie de 1986 a 1997[15].

Le profil en ogive du plafond de soute a été déterminé pour répondre à une exigence des armées lors de la conception de l'avion : le gabarit de chargement en soute devait être similaire au gabarit de chargement ferroviaire UIC, afin de standardiser les contraintes dimensionnelles sur l'ensemble des véhicules et des conteneurs utilisés par les armées et voués à être transportés par air ou par rail.
Le Transall a des capacités de décollage et d'atterrissage courts (1 000 m et 600 m), à partir de terrains sommaires (herbe, latérite). Ses moteurs sont équipés d'un système de synchronisation de régime et de synchrophasage d'hélice (pale d'hélice au même endroit sur chaque moteur), efficace une fois atteinte la vitesse de croisière, permettant de diminuer le bruit et les vibrations.
Pour le décollage, un système d'injection d'eau additionnée de méthanol permet, en augmentant la masse volumique de l'air et en apportant du carburant supplémentaire (le méthanol), de récupérer la puissance maximale des moteurs. Il permet de suralimenter le moteur pendant quelques minutes, afin d'augmenter la puissance au décollage dans des cas difficiles (piste courte ou température élevée).
Pour l'atterrissage, il est équipé de volets hypersustentateurs, d'aérofreins et de « reverse » (inversion du pas hélice) qui permettent des atterrissages très courts. Les approches dites « grande pente » (10-15°) limitent les risques d'être touché par des missiles sol-air portables ou des armes légères tirant depuis le sol (caractéristique que n'a pas son concurrent le C-130). Par exemple à Sarajevo, où un G-222 italien avait été abattu à l'atterrissage par un SAM portable, les C-160 descendaient à un rythme de 4 000 pieds par minute. Les atterrissages de type « poser d'assaut » permettent un déchargement rapide de personnel ou de matériel sur la piste, suivi d'un redécollage immédiat. Cela limite au minimum le temps d'exposition aux tirs ennemis.
Le Transall est équipé d'un système permettant des largages à très faible hauteur (3 mètres entre la rampe arrière et le sol) de colis et véhicules légers. Ils sont alors arrimés sur des palettes, qui roulent sur des galets fixés au plancher et sont freinées par des parachutes. De plus, l'impact est amorti par un système de palettes en carton, qui s'écrasent et absorbent une partie des forces du choc à la place du colis. Bien que nécessitant une vérification préalable au sol de l'état du terrain, ce système a surtout l'avantage de permettre de livrer armes, matériel, vivres et véhicules à des unités parachutées, dans des endroits où l'atterrissage est impossible ou dangereux.
Les hélices, fabriquées sous licence par la société Ratier à Figeac, ont le record du plus grand diamètre : 5,486 m. D'abord en alliage d'aluminium, elles sont aujourd'hui aussi construites en matériaux composites. Elles ont été conçues par Hawker Siddeley Dynamics et Ratier Figeac. Elles se composent d'une coque en fibre de verre remplie de mousse type « mousse expansée », ensuite, 8 couches de fibre de carbone en couches croisées, 2 couches de fibres carbone-kevlar en couches croisées. Par-dessus le tout est appliqué un mastic, puis de la peinture anti-érosion résistante aux U.V.
La dérive est la plus grande ayant existé pour un avion à hélices. Elle culmine à 12 mètres au-dessus du sol environ.

### La motorisation

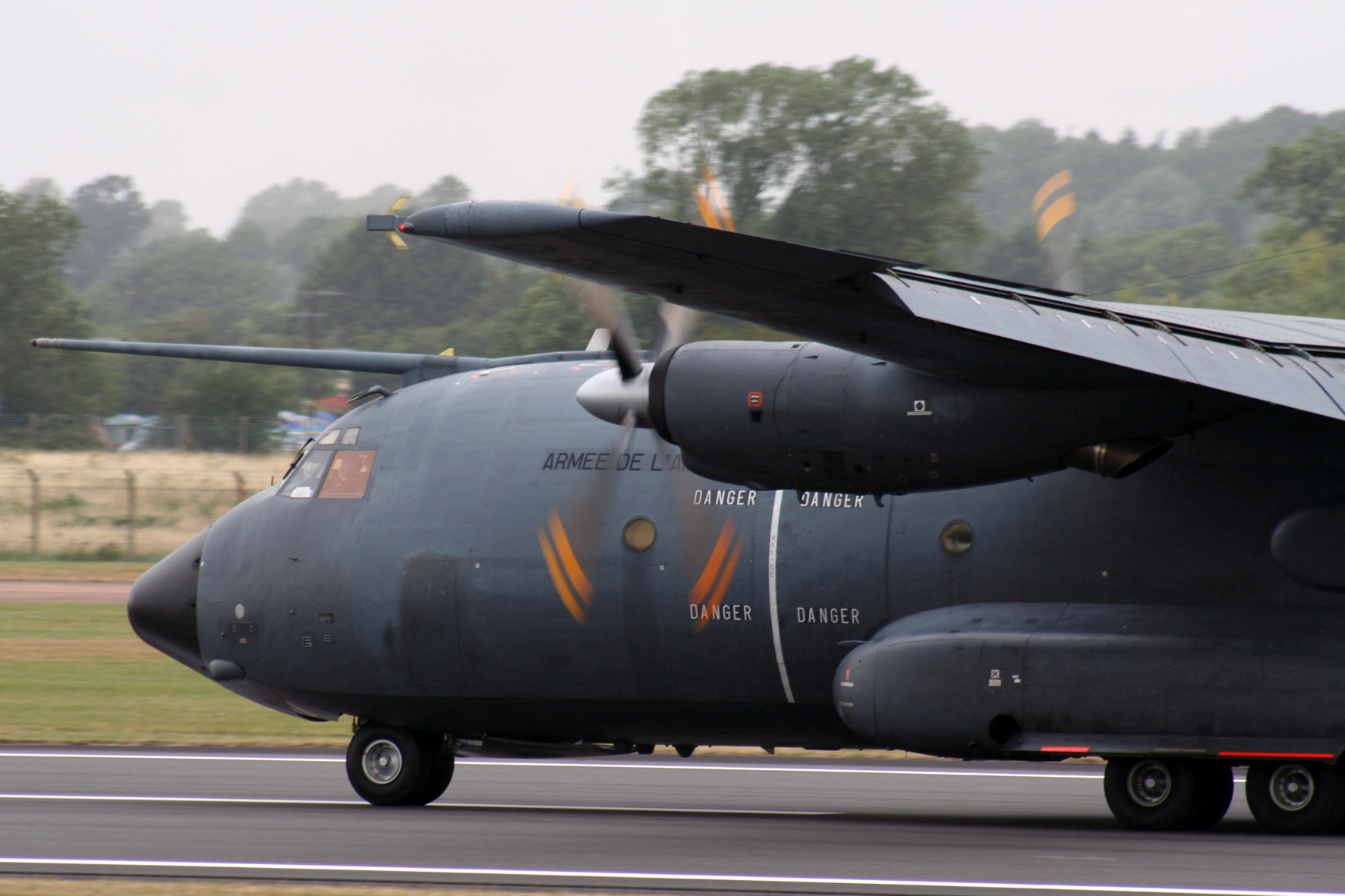
C-160R 64-GJ.

Le prototype du Transall dispose de deux turbopropulseurs Rolls-Royce Snecma Tyne-22 de 5 665 ch. Ce moteur, d'une masse de 975 kg pour un encombrement relativement réduit (2,76 m de long), comprend d'une part un compresseur basse pression constitué de 6 étages, et d'autre part un compresseur à haute pression constitué de 9 étages, le premier étant entraîné par une turbine basse pression à 3 étages fournissant également sa puissance au réducteur de l'arbre porte-hélice. Le compresseur haute pression est quant à lui entraîné par l'unique étage de la turbine haute pression, dont les aubes, creuses, sont refroidies par de l'air prélevé à la sortie du compresseur haute pression. Après compression, l'air est amené dans une chambre de combustion annulaire à 9 tubes à flamme individuels munis de brûleurs Duplex. La tuyère d'échappement est munie d'une buse propulsive qui assure une poussée additionnelle de 510 kg au décollage. À noter qu'une variante très proche équipe l'appareil de patrouille maritime Breguet Atlantic.
Le principal défaut du Transall provient de sa sous-motorisation. Bien qu'ayant des moteurs déjà très puissants (5 665 chevaux chacun), il n'en possède que deux, l'amenant à un total de 11 330 ch.
En comparaison, son grand concurrent, le C-130, avait des moteurs de seulement 3 750 ch lors de la sortie de la série A en 1956. Mais il en possédait quatre, ce qui le portait à un total de 15 000 ch. En versions H et J, plus récentes, il possède des moteurs de 4 910 ch, le portant à un total de 19 640 chevaux, soit quasiment deux tiers de puissance en plus par rapport au Transall.
La sous-motorisation du Transall fait que sa soute, assez volumineuse, est souvent sous-employée : si la charge transportée est dense (palettisée, véhicules blindés), la masse maximum au décollage peut être atteinte avant que la soute soit entièrement remplie, un défaut plutôt inversé chez le C-130.

## Utilisateurs

### Militaires

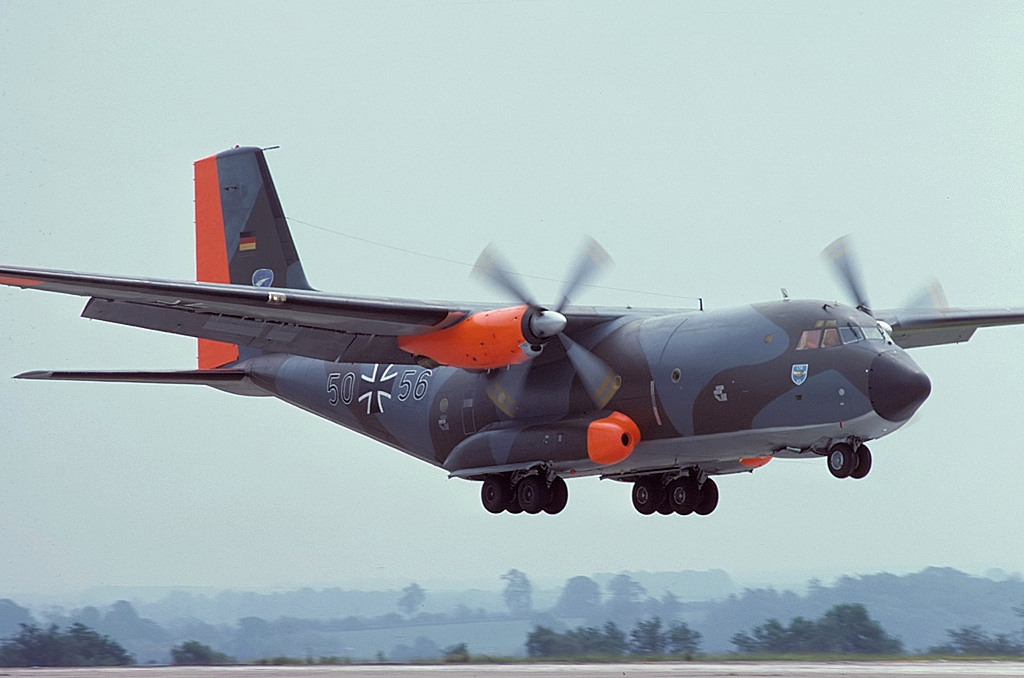
C-160D de la Luftwaffe à la RAF Greenham Common au Royaume-Uni en 1977.

- Afrique du Sud South African Air Force : 9 C-160Z à partir de 1970, retirés du service.
- Allemagne Luftwaffe : 110 C-160D perçus, 20 vendus à la Turquie dans les années 1970, retrait complet en décembre 2021 avec la dissolution de l'escadron de transport LTG 63.
- France Armée de l'air : 53 C-160F (dont 3 de présérie) et 29 C-160NG perçus, retrait complet en mai 2022.
- Turquie Force aérienne turque : 20 C-160T (C-160D) au sein du 221 Filo. Début 2023, seuls 2 appareils sur 3 C-130T transformés en version « Gören-1 » restent en service[17]. Le 25 janvier 2024, le seul en état de vol fait un atterrissage forcé, les deux autres pourraient être remis en état de vol[18].

### Civils

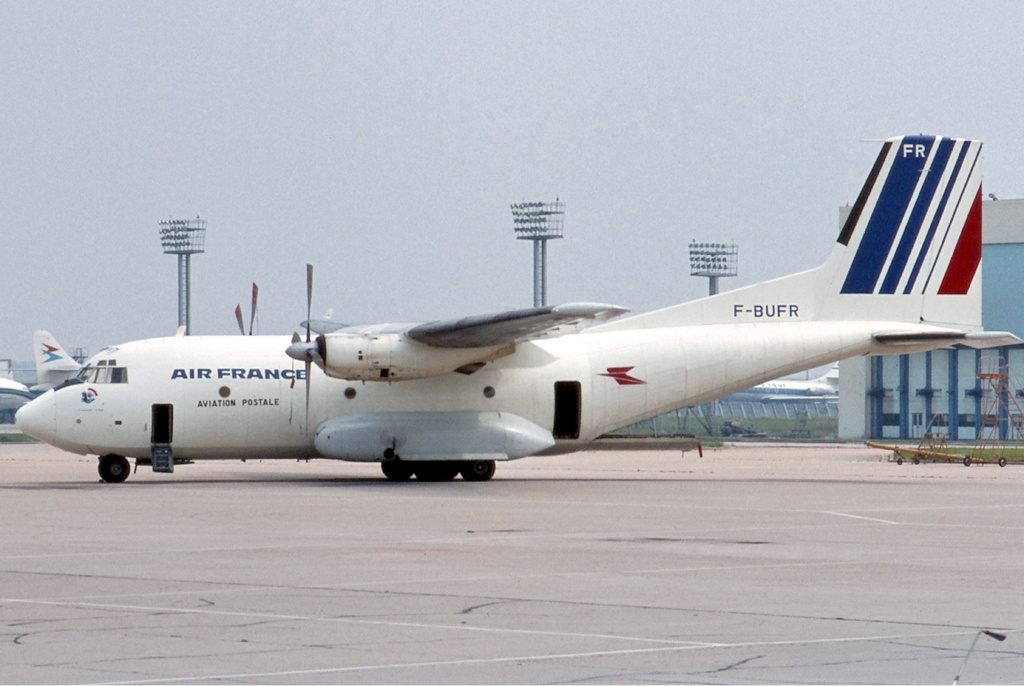
C-160P de l'Aéropostale à Orly en 1980.

- Australie Wieland Aviation Group : 3 x C-160D ex-Luftwaffe (Transall 50+88 (D125) devenu VH-RFW, 50+83 (D120) VH-RPR, 50+55 (D77) VH-TIT acquis en septembre 2022 pour être transformés en bombardier d'eau[19],[20],[21],[22].
- France Compagnie générale aéropostale (Air France) : 4 x C-160P (4 x C-160F de l'Armée de l'air. F-BUFP (F16 61-MK) rendu à l'Armée de l'air en 1984, F-BUFQ (F47 61-MS) rendu à l'Armée de l'air pour pièces en décembre 1991, F-BUFR (F49 59-MU) rendu à l'Armée de l'air en 1984 et F-BUFS (F50 61-MV) rendu à l'Armée de l'air pour pièces en décembre 1991.
- Gabon Air Affaires Gabon : le prototype C-160V (c/n A-03) modifié en C-160G vendu en juillet 1976
- Indonésie
  - Pelita Air Service : 6 x C-160NG commandés en 1981, les deux derniers livrés en 1986.
  - Manunggal Air Service : de moins  4 x C-160NG[23] issus de la flotte de Pelita Air Service acquis en 1996
- Suisse Comité international de la Croix-Rouge : le prototype C-160V (c/n A-03) immatriculé HB-ILN fut loué au CICR et opéré par Balair. Entre 1968 et 1969 il effectua 198 vols entre l'aéroport de Cotonou au Bénin et le Biafra en conflit.

## Engagements

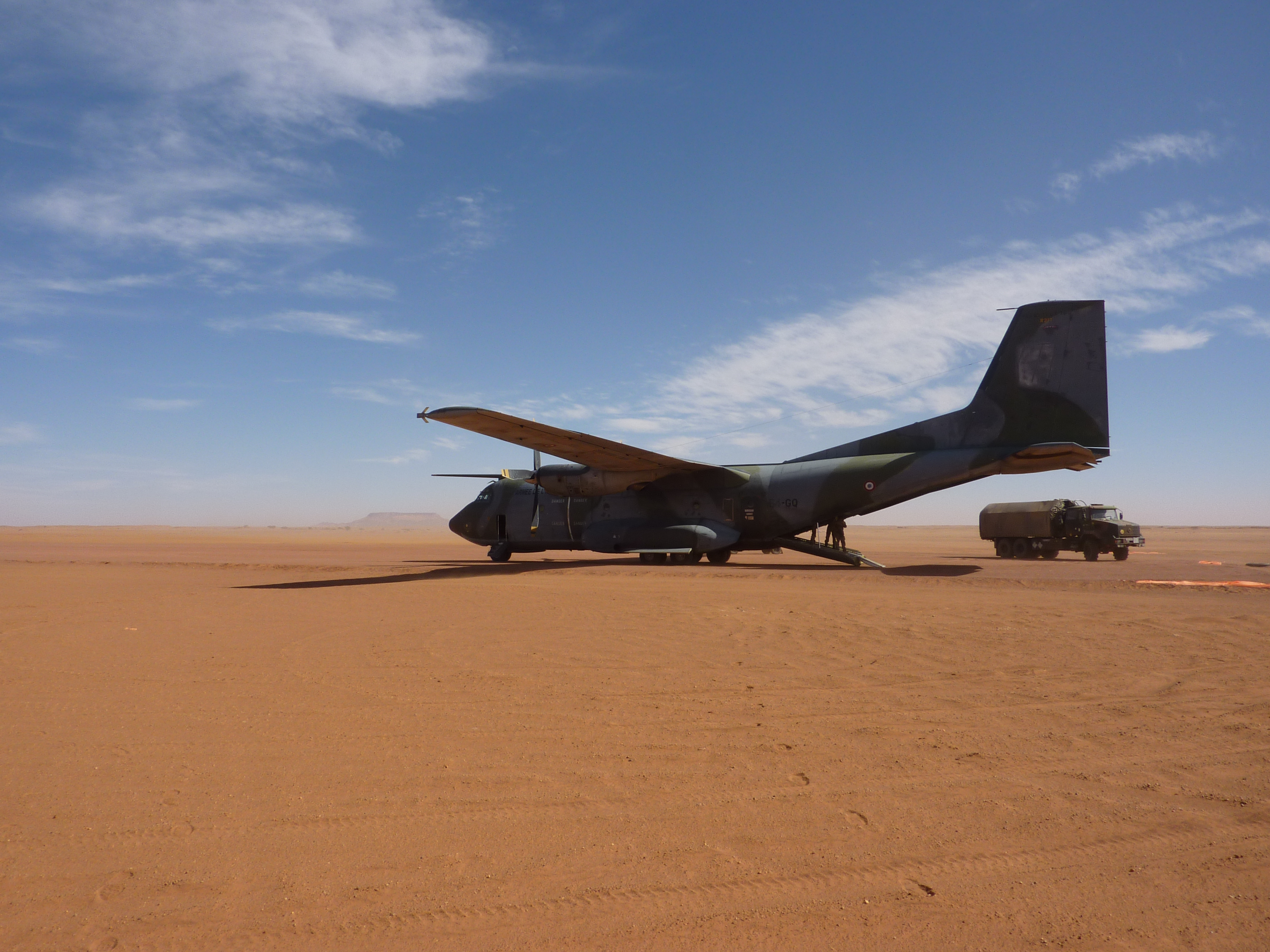
C-160 Transall de l'Armée de l'air française sur la piste de Madama au Niger, 1er janvier 2015.

Les Transall français ont été engagés dans toutes les opérations humanitaires et tous les déploiements extérieurs réalisés par la France depuis les années 1970. Ils servent encore au Sahara-Sahel, dans les opérations de maintien de la paix Serval puis Barkhane.

## Accidents et incidents
Accidents et incidents

### Luftwaffe
- Le 9 février 1975, un C-160D Transall (50+63) s'écrase sur une montagne en Grèce à 24 km de l'aéroport de la Canée-Soúda lors de condition météorologique orageuse alors qu'il transportait 37 soldats allemands se rendant à la NATO Missile Firing Installation (en) en Crète. Les cinq membres d'équipage et les 37 soldats sont tués[25].
- Le 2 juillet 1988, un C-160D Transall (50+80) percute une ligne à haute tension et s'écrase dans un champ à Eysines en France durant une tentative d’atterrissage d'urgence après une panne moteur. L'accident fait 6 blessés[26].
- Le 11 mai 1990, un C-160D Transall (50+39) percute une colline boisée à 2,2 km à l'ouest de Rodenbach durant un entrainement à base altitude en raison des très faibles conditions de visibilité, les dix occupants sont tués[27].
- Le 22 octobre 1995, un C-160D Transall (50+43) s'écrase en mer[28] après avoir percuté un poteau électrique au décollage de l'aéroport Ponta Delgada-Nordela aux Açores (Portugal), les sept membres d’équipage sont tués[29].

### Armée de l'air française
- Les 26 mars et 23 mai 1969, deux C-160F Transall (F-12 & F-14/61-MI) s'écrasent sur l'île de Flores de l'archipel des Açores (Portugal) sans faire de victime[30].
- Le 23 novembre 1984, lors d'une mission d'entrainement du centre d'instruction des équipages de transport (CIET), deux Transall (C-160F: F-156/61-ZV et C-160NG:F-209/61-GI), qui effectuaient un largage en formation serrée, se sont percutés puis se sont écrasés sur la commune de Carbes (Tarn). L'accident a fait treize morts, soit tous les occupants des deux appareils[31]. Les victimes étaient affectés au CIET, à l'escadron de transport 2/64 «Anjou», au service d'information et de relations publiques de l'Armée de l'air (Sirpa Air) et à la base opérationnelle mobile aéroportée (BOMAP) (devenu depuis 1er régiment du train parachutiste (RTP). Cet accident fut le seul mortel qu'ait connu le Transall sous les cocardes françaises[32].
- Le 17 mars 1993, un C-160 Transall (f-227) est détruit par un incendie survenu sur le tarmac de la base aérienne d’Évreux sans faire de victime[33].
- Le 6 avril 1995, un C-160NG Transall (F-222/64-GV) s'écrase sur les pentes abruptes d'une montagne lors d’un vol à basse altitude au départ de l'aéroport de Calvi-Sainte-Catherine en Corse, sans faire de victime[34],[35].
- Le 9 décembre 1996, un C-160R Transall (R-155/61-ZU) percute une ligne à haute tension en raison d'une panne moteur due au gel durant une approche ILS de nuit et s'écrase à Chevilly (Loiret). Les trois membres d'équipage survivent[36].
- Le 6 mai 2004, alors qu'il était préparé pour un vol d'essai, un réservoir de kérosène d'un C-160R Transall (R-100/61-ZR) s'enflamme sur le tarmac de l'aéroport international Martinique-Aimé-Césaire à la suite d'un court-circuit dans une des pompes à carburant. Les huit membres d'équipage s'en sortent sans être blessés et le service du feu intervient en trois minutes. L'avion est endommagé au-delà de toutes réparations[37].

### Autres
- Le 6 avril 1995, un C-160D Transall (69-030) de la Force aérienne turque s'enflamme et brûle entièrement sur le tarmac de la base aérienne d'Erkilet sans faire de victime[38].
- Le 15 juin 2001, un C-160NG Transall (PK-VTP) de la compagnie Manunggal Air Service roule au-delà de la piste 30 de l'aéroport de Sentani en Indonésie durant un atterrissage d'urgence en raison de problèmes moteur et percute une clôture. Les deux membres d'équipage sont indemnes et un des 14 passagers est tué[39]. L'avion ayant subi des dégâts importants ne put être réparé et a été abandonné sur place[40].
- Le 6 mars 2008, un C-160NG Transall (PK-VTQ) de la compagnie Manunggal Air Service effectuant un vol cargo s'enflamme durant la phase d'atterrissage sur l'aéroport de Wamena en Nouvelle-Guinée occidentale (Indonésie). À la suite de l'impossibilité d'utiliser le mode « reverse » pour le freinage, l'équipage appliqua les freins à leur maximum et commencèrent à ressentir que les freins du côté gauche bloquaient partiellement les roues après le freinage. Lors du roulage, de la fumée fut observée sortant des trappes de train d'atterrissage gauche par la tour de contrôle qui leur somma de s'arrêter immédiatement. Les sept membres d'équipage sont sortis indemnes, mais l'incendie, alimenté par une conduite de fluide hydraulique finit par consumer presque entièrement l'appareil malgré l'arrivée des pompiers en 15 minutes[41].
- Le 3 novembre 2021, l'ultime C-160 Transall civil, construit en 1982, et alors immatriculé au Tadjikistan a été accidenté lorsqu’il est sorti de la piste en terre qui sert d’aérodrome à la petite ville de Dolow en Somalie. L’équipage n’a pas été blessé mais l’appareil a ensuite pris feu et a été détruit[42].
- Le 25 janvier 2024 un C-160 Turc est victime d'un probleme technique au décollage et a du effectuer un atterrissage d'urgence heurtant la piste.

### Préservation

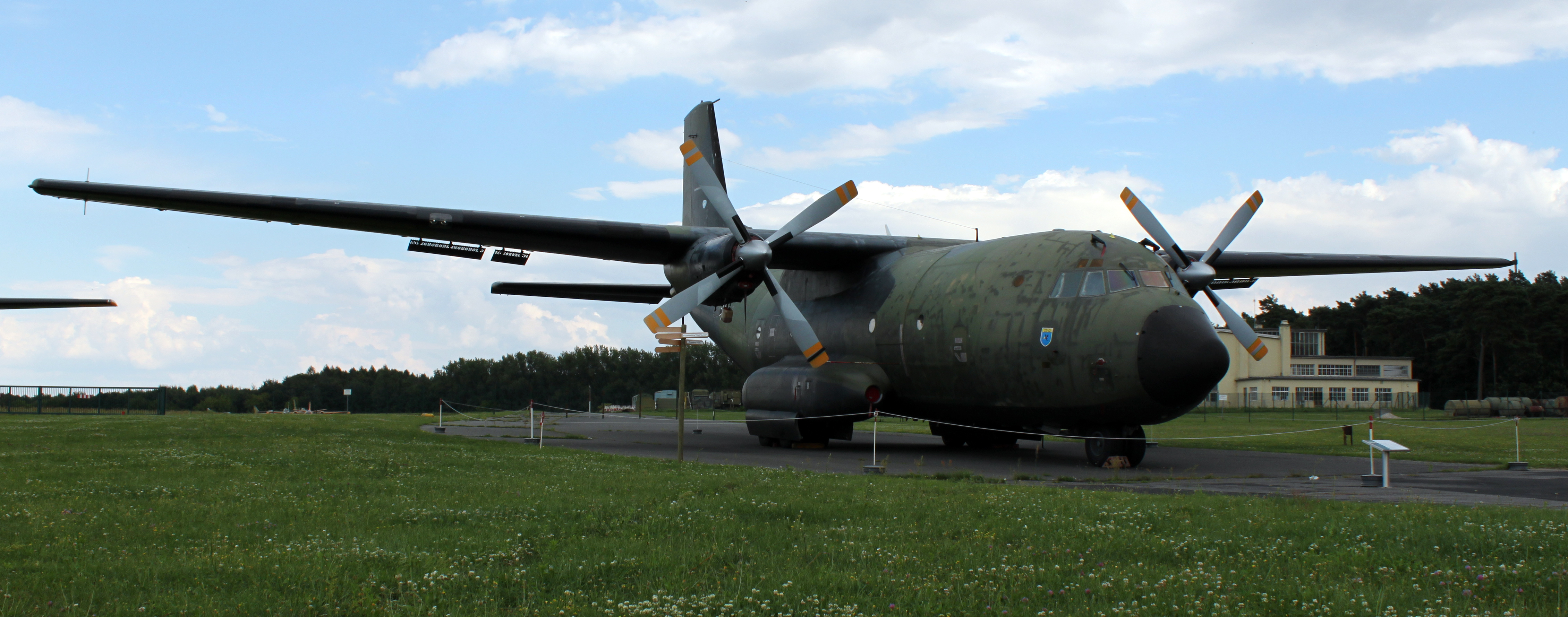
Transall allemand dans un musée.

Depuis le mois d'août 2012, le musée de l'Air et de l'Espace possède dans ses collections le Transall R18 immatriculé 61-MM et F-RAMM, et baptisé « Ville de Kolwezi ».
Le 19 août 2021, le R223 64-GW restauré est placé en exposition statique à l'entrée de la base aérienne d'Evreux-Fauville.
La base aérienne de Châteaudun a reçu le 31 janvier 2022 le F221/GS Gabriel.
Le musée européen de l'Aviation de chasse de Montélimar a reçu le 26 mars 2022 le R217.
Morbihan Aero Musée à Vannes a reçu le 1er juin 2022 le R202 64-GB qui est exposé à côté de son prédécesseur le NORD 2501 N° 160.
Le musée de l'Air et de l'Espace du Bourget a reçu le 20 juin 2022 le F216/GT Gabriel.
Le musée Canopée de Châteaudun a reçu le R203 64-GC.
L'association Ailes Anciennes Toulouse a reçu le 27 juin 2022  le R212 après convoyage en vol depuis la base d'Evreux-Fauville. Il est décoré d'une peinture célébrant la fin du Transall au sein de l'Armée de l'air et de l'Espace. Par manque de place dans le parc des Ailes Anciennes, l'appareil est stocké en face de celui-ci dans l'usine J.L.Lagardère d'Airbus puis est transféré au parking sud du musée Aéroscopia, en lieu et place de l'A400M.
L'association Générations Transall située sur la base de Toulouse-Francazal a reçu deux appareils, avec pour objectif de les maintenir en état de vol. Il s'agit du R204 64-GD et du R226 64-GZ.
À titre d'anecdote, lors de l'exercice militaire Orion 23 à la base de Toulouse-Francazal le 25 février 2023, les régiments parachutistes ont préparé leurs équipements pour embarquer dans les A400M à proximité de deux Transall stationnés sur l'herbe à la lisère du parking, laissant croire à plusieurs médias que les Transall étaient opérationnels pour cet exercice.
Plusieurs exemplaires de C-160D sont préservés dans différents sites en Allemagne.
Un C-160D turc est préservé au Turkish Air Force Museum à Ankara.

## Fin de service

### Remplacement par l'A400M

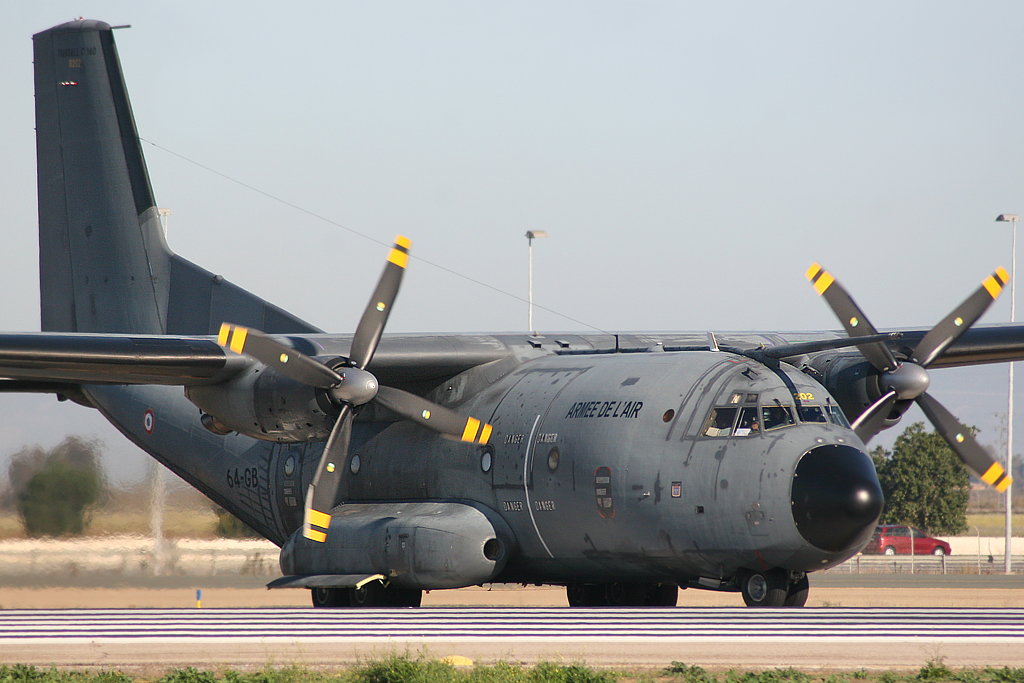
Transall de l'armée française en 2011.

En 2002, la moitié de la flotte avait atteint 30 ans, soit déjà cinq de plus que la durée initiale prévue. En France et en Allemagne, le retrait a déjà commencé et devait se terminer en 2018, date à laquelle ils auraient dû être complètement remplacés par l'Airbus A400M, dont les études ont commencé en 1993 sous le nom d'ATF (Avion de Transport Futur), un quadrimoteur de transport tactique et logistique à hélices rapides, d'une capacité supérieure en charge à un C-130 mais inférieure à celle d'un C-17. Pour pallier le « trou capacitaire » annoncé avec le retard du programme d'A400M, la France a décidé l'achat de 8 CN-235, livrés entre 2011 et 2013, et la rénovation de 10 de ses Transall,. Elle a également utilisé comme réserve à pièces détachées, plusieurs de ses Transall avant la livraison de son nouvel appareil de transport tactique et stratégique mi-2013.
En attendant les livraisons d'A400M, il est nécessaire d'économiser la flotte restante, afin de retarder son obsolescence. Cette flotte est complétée en France entre décembre 1987 et septembre 1988 par 14 C-130H ayant des capacités plus importantes; une commande de quatre Lockheed C-130J Super Hercules est faite le 29 janvier 2016 pour une livraison fin 2017 au plus tôt. Le Casa CN-235, entré en service à partir de février 1991 a, en 2016, 27 unités, le complète sur des missions ne requérant pas un appareil aussi gros et coûteux, en particulier en outre-mer ; il a d'ailleurs été surnommé Transalito en référence à sa ressemblance à son aîné, en plus petit et d'origine espagnole.
En 2016, le retrait définitif des Transall allemands est prévu pour 2021.
En 2018, il restait 18 C-160 en service pour la France. 
En décembre 2021, l'Allemagne procède au retrait complet de ses effectifs. Les derniers vols opérationnels sont effectués en octobre.
En 2022 les derniers appareils français sont retirés du service, après une « tournée d'adieux » qui met à l'honneur plusieurs bases aériennes, et une cérémonie officielle à Évreux le 20 mai. 
Toutefois, le dernier C-160G Gabriel (F216/GT) effectue les ultimes missions opérationnelles fin mai en Mer Noire, dans le contexte de l'invasion de l'Ukraine par la Russie. Il est repéré à plusieurs reprises sur les sites de suivi radar.
En juin, plusieurs appareils sont convoyés vers leur lieu de préservation, dont le Gabriel qui atterrit le 20 juin au Bourget.
Début 2023 seuls 2 appareils restent en service dans l'Armée de l'Air turque.
Une société privée australienne (Wieland Aviation Group) a racheté 3 C-160D à l'Allemagne en septembre 2022, et les a fait convoyer en Australie dans le but de les convertir en avions de lutte anti-incendies. Les 3 appareils ont été inscrits au registre australien de l'aviation civile.